# Oreamnos harringtoni
Oreamnos harringtoni — вид північноамериканських кіз, що проживав на південному заході континенту в епоху плейстоцену. Родич сучасної снігової кози. O. harringtoni вимер близько 11 000 р. до н.

## Скам'янілості
Снігова коза Харрінгтона була вперше описана у 1930-х роках палеонтологом Честером Стоком. Сток заснував свій початковий опис на знахідках фрагментів черепа та метаподіальних кісток у печері Сміт-Крік у Великому басейні штату Невада. У 1937 році він написав статтю в бюлетені Академії наук Південної Каліфорнії під назвою «Новий гірський козел із четвертинного періоду печери Сміт-Крік, штат Невада». Пізніші знахідки в Мексиці, Колорадо, Неваді, Юті, Нью-Мексико та Великому Каньйоні включали неушкоджені черепи, метаподіали, ороговілі рогові оболонки, гній, волосся, м’язи та зв’язки.

## Характеристики
Снігова коза Харрінгтона була меншою за сучасних снігових кіз і мала довшу та вужчу морду, а також тонші й менші роги. Знахідки гною свідчать про те, що кози часто відвідували печери у Великому каньйоні навесні та, можливо, наприкінці зими та на початку літа. Здається, їхній раціон складався як з трав, так і з хвойних дерев, таких як ялина, псевдотсуга Мензіса, Pinus flexilis та Betula occidentalis.

## Вимирання
Снігова коза Харрінгтона існувала принаймні 19 000 років до того, як зникла близько 11 000 років до нашої ери. Відомо, що вимирання збіглося зі зникненням принаймні 25 родів наземних ссавців, таких як наземний лінивець Шаста (Nothrotheriops shastensis), і прибуттям в регіон індіанських мисливців культури Кловіс.